# Klaus-Peter Walter (Schriftsteller)
Klaus-Peter Walter (* 18. April 1955 in Michelstadt) ist ein deutscher Schriftsteller, Publizist und Literaturkritiker.
Er studierte Slawistik, Philosophie und osteuropäische Geschichte an der Universität Mainz. 1980 erlangte er den Magister artium und 1983 wurde er mit der Dissertation Studien zur russischsprachig-jüdischen Dramatik des 20. Jahrhunderts promoviert. Später war er als Literaturkritiker tätig, unter anderem von 1986 bis 1995 für die FAZ und von 1998 bis 2005 für Die Welt. Von 1993 bis 2014 war er Herausgeber des im Corian-Verlag erschienenen Lexikons der Kriminalliteratur. 2002 gab er Reclams Krimi-Lexikon heraus. Er lieferte auch literaturwissenschaftliche Beiträge für weitere Lexika wie das Harenberg Personenlexikon, Harenberg Literaturlexikon, Bertelsmann Literaturlexikon und Kindlers Neues Literaturlexikon.
Klaus-Peter Walter lebt als freier Autor in Bitburg in der Eifel. Er schrieb zahlreiche Kurzgeschichten in diversen Anthologien. Seit 2008 verfasst er Sherlock-Holmes-Romane, -Erzählungen und -Hörbücher.